# Isabella Vincentini
Maria Isabella Vincentini (Rieti, 1954) è una poetessa, critica letteraria e saggista italiana.

## Biografia
Nata da una famiglia storica reatina, compiuti gli studi liceali, si trasferisce a Roma per conseguire la laurea in lettere classiche e un perfezionamento triennale in filologia moderna presso la Sapienza - Università di Roma. Tema della sua tesi di laurea sono gli scritti filologici di Friedrich Nietzsche e il mondo classico della tragedia greca. 
L'attrazione e la commistione con il mondo greco antico e in seguito contemporaneo, si configura subito come un intreccio inseparabile e una circolarità non casuale che caratterizza la sua intera riflessione poetica e saggistica.
Dopo un felice esordio come antologista, recensore e critico della generazione poetica italiana al passaggio degli anni settanta-ottanta, ha pubblicato saggi, monografie, interventi critici, articoli e interviste su poeti, gruppi e tendenze della poesia del secondo Novecento, dai maestri come Andrea Zanzotto, Amelia Rosselli e Cristina Campo ai più giovani poeti come Milo De Angelis, Giuseppe Conte e Roberto Mussapi. La sua è una saggistica attenta al dibattito sulle teorie della letteratura e orientata verso una lettura tematica delle poetiche novecentesche. Ha pubblicato due raccolte poetiche, Le ore e i giorni (2008), finalista al Premio LericiPea e Diario di bordo (1998), vincitore del premio Alpi Apuane. 
È stata autrice di numerosi programmi culturali della Rai (Radio I, Radio II, Radio III, Rai Isoradio, Rai international), consulente editoriale e redattrice delle riviste Agalma e Galleria, collaboratrice di diverse testate giornalistiche, riviste e e almanacchi tra cui il quotidiano Il Tempo, Alfabeta, Poesia.
Ha partecipato come relatore a convegni nazionali e internazionali sulle poetiche e l'estetica contemporanea e ha tenuto seminari presso l'Università degli Studi di Roma Tor Vergata e l'Università degli Studi di Padova.

## Studi saggistici
Uno degli interessi principali della ricerca di Isabella Vincentini è la poesia italiana post sessantottesca, cui ha dedicato diverse monografie e antologie, tra cui La pratica del desiderio. I giovani poeti negli anni Ottanta (1986); Colloqui sulla poesia. Le ultime tendenze (1991) e Varianti da un naufragio. Il viaggio marino dai simbolisti ai post-ermetici  (1994). Si tratta di una storiografia letteraria di matrice critica, teorica e filosofica che spesso sconfina in una scrittura complessa e allo stesso tempo lirica come è stato notato da Andrea Zanzotto e Silvio Ramat.

### La pratica del desiderio
La pratica del desiderio consiste in un saggio orientativo sui percorsi della poesia italiana venuti alla luce dopo la neo-avanguardia, ed in un'antologia di versi di ventitré autori nati dopo il 1950. Vincentini si sofferma in particolare sul rapporto tra letteratura e rivoluzione, un motivo di riflessione proprio dei movimenti di contestazione giovanile che originarono dal Maggio francese e che si estenderanno con la loro influenza fino ai successivi anni settanta. Il saggio introduttivo, come ha affermato Andrea Zanzotto, "che è quasi una sessantina di pagine, merita attenzione per quella vasta ricognizione dei temi filosofici, oltre che di stilistica letteraria, da lei messi in atto anche nell'estendere questo suo stesso saggio. […] Dalla presentatrice quindi viene definita anche la propria identità, un'identità, che si mette sullo stesso piano dei poeti presentati. È una forma di coesistenza, vorrei dire di critica, che nasce insieme con i testi poetici e che ricorda altri squisiti casi poetici che sono capitati di questo fenomeno […] Isabella Vincentini, si colloca in quella zona dove si è collocato il pensiero debole, ad esempio: il post-heideggerismo, il post-moderno e le varie teorie del post-moderno, Gilles Deleuze e Félix Guattari, Jacques Derrida, scrittori e pensatori francesi che hanno lasciato una traccia vivissima in tutta la cultura. […] Diciamo che, per esempio, Porfirio e gli specchi di Narciso, è un elegante dialogo che viene messo in atto dalla presentatrice, in chiave, direi proprio di conclusione del suo saggio di introduzione a questi poeti. Allora, un saggio che si conclude con un dialogo, già non è più un saggio nel senso tradizionale della parola, e, veramente, ci si trova di fronte ad una maniera di far critica che è interessante e complementare a quella della nuova poesia che viene qui illustrata.".

### Colloqui sulla poesia
Colloqui sulla poesia. Le ultime tendenze si presenta come un'antologia di interventi poetici e critici, nati da una serie di interviste, condotte dall'autrice e trasmesse dalla Rai (Radiouno) nel 1987. La raccolta è uno strumento d'informazione che va direttamente alle fonti e di grande interesse storico-documentario, in quanto contiene oltre alla trascrizione delle conversazioni, una ricchissima trattazione delle guide antologiche, degli articoli in rivista, dei bilanci, delle polemiche, delle prospettive e dei proclami che hanno animato un decennio della poesia italiana. In Appendice vengono anche pubblicate le Tesi di Lecce stilate dal Gruppo 93, nato come filiazione dei Novissimi, di cui furono promotori tra gli altri Romano Luperini, Alfredo Giuliani, Edoardo Sanguineti e Francesco Leonetti, nonché le 19 Tesi sulla vita della bellezza espresse da poeti come Giuseppe Conte, Tomaso Kemeny, Roberto Mussapi e il filosofo Stefano Zecchi. Si illustrano le contrapposizioni tra simbolo e allegoria, moderno e post-moderno, scuola romana e scuola lombarda, neo-orfismo e “parola innamorata". Tra le voci dei maggiori protagonisti in antologia: Antonio Porta, Alfonso Berardinelli, Giuseppe Conte, Franco Cordelli, Maurizio Cucchi, Romano Luperini.

### Varianti da un naufragio. Il viaggio marino dai simbolisti ai post-ermetici
In Varianti da un naufragio. Il viaggio marino dai simbolisti ai post-ermetici Vincentini rileva che dalla seconda metà degli anni Settanta in numerosi poeti ricorre il tema del naufragio (e con esso tutta una terminologia legata ai motivi dell'acqua, del mare in particolare, e dunque mareggiate, tempeste marine, fondali, profondità e così via), una iconografia che risale agli scritti di Samuel Taylor Coleridge, Edgar Allan Poe, Charles Baudelaire, Giacomo Leopardi e Arthur Rimbaud. La riproposizione della metafora del naufragio secondo Vincentini si riallaccia infatti a tutta una tradizione che va dal simbolismo francese e passa per l'ermetismo, i cui padri spirituali sono i romantici da un lato e i surrealisti dall'altro. Lungo questa tradizione il naufragio diventa oggetto di una serie di affascinanti interpretazioni sia per la disamina critica degli aspetti retorici e figurali, attraverso la quale la Vincentini si addentra nel vivo del più vasto dibattito teorico sullo statuto attuale della critica letteraria, sia per la declinazione di significati, che il topos del naufragio assume nel tempo (varianti o variazioni di senso e di forma di una figura), mutuate di ripetizione in ripetizione su cui si incentra il tema del libro. Come ha notato Silvio Ramat: "Con alle spalle naturalmente il richiamo all'Infinito leopardiano, la Vincentini più che a un inventario, punta in profondo, fino alle ragioni che hanno spinto autori del nostro secolo a specchiarsi in quelli del secolo scorso", "in un febbrile andirivieni tra la suggestione esercitata dai motivi filosofici e il fascino delle scenografie e dei paesaggi". "Sostenuta da una fin troppo dichiarata impalcatura critico-retorica", "da una solida conoscenza della questione e delle teorie sulla questione", la Vincentini "fra i metodi di lettura a cui si rifà sembra privilegiare l'equilibrata intelligenza del grande critico canadese Northrop Frye. La Vincentini, che ama non tanto pedinare quanto direi imitare, ove le sia possibile, amorosamente, i suoi poeti, stringe volentieri in una frase, poetica a sua volta, il succo del proprio esame". "Chi si fermasse soltanto su queste formule isolandole, sbaglierebbe a criticarle, la loro poeticità infatti, non nasce da una pura illazione mentale, perché si è già detto, che il libro della Vincentini è una documentazione congrua e seria e imponente, è una ricerca aggiornata sui numerosi modi nei quali si atteggia e si rielabora nel tempo, uno dei miti portanti della lirica moderna e c'è molto da imparare.". Tra i pensatori contemporanei su cui si sofferma Vincentini ricordiamo Carlo Michelstaedter, Dino Campana, Sergio Corazzini, Milo De Angelis, Giuseppe Conte e Salvatore Quasimodo.

### Atene. Tra i muscoli dei ciclopi
Con Atene. tra i muscoli dei Ciclopi (2002) Isabella Vincentini ci fa entrare in un'Atene "che vive di echi mitologici, di paesaggi aspri, del suo imprescindibile ruolo di capitale culturale dell'antichità. Un'Atene letteraria, sospesa tra passato e presente. Entrambi vivi e vitali". Nel solco del tema eterno del Viaggio in Grecia, da Pausania all'Emilio Cecchi di Et in Arcadia Ego, dai Soggiorni di Heidegger e di Hölderlin a Il colosso di Marussi di Henry Miller, il libro è allo stesso tempo un personale diario di viaggio e un viaggio nel mito, nelle memorie archeologiche e nella Grecia corale degli scrittori greci antichi e contemporanei. Attraverso le voci più alte della poesia neoellenica non si parla solo di una città e di un'intera civiltà, ma di un modo di essere che è "l'essere greco". Un'Atene che emerge da un mosaico di tessere composto dai suoi poeti, dai suoi templi, dai marmi pentelici e dalle suggestioni del quartiere del Ceramico, che nelle steli funebri celebra un'idea di piacere che estetizza la vita. L'Atene del flusso incessante dei passanti, dei caffè, degli empori, delle taverne e dei boulevard ottocenteschi, dove nelle strade sembra ancora di scorgere le sembianze degli eroi e dei personaggi della letteratura greca antica e moderna. È un'Atene obliqua, come le pendici dell'Acropoli cinte dalle ciclopiche e “muscolose” montagne dell'Attica, non ubiqua come le moderne metropoli, una città che conserva ancora quel profondo e imprescindibile legame tra terra e forza, natura e mostruosità, che è la controparte naturale prima della nascita di Atena, rappresentante divina della facoltà razionale. Tra gli echi della poesia di Jannis Ritsos, Odysseas Elytīs e di Giorgos Seferis, l'Atene della Vincentini più che all'idea classica o classicistica attinge all'idea del classico come un ibrido fra il barbarico e il neoclassico espressa da Roberto Calasso ne Le nozze di Cadmo e Armonia.

## I testi poetici e letterari

### Lettere a un guaritore non ferito
Il campo psicanalitico è stato oggetto degli interessi di Vincentini nello scritto Lettere a un guaritore non ferito (2009). Il libro, una sorta di particolarissimo romanzo per metà epistolare e per l'altra metà sotto forma di dialogo, è la storia clinica e reale di una cura psicanalitica. Il tratto saliente del testo è lo stile, che condensa ogni processo emozionale e mentale in un serrato e denso resoconto lirico-espositivo. La prima parte, dialogata, consiste in una trascrizione serrata e stringente delle sedute stesse da parte della paziente ("il Sognatore"), la seconda in un corpo di diciannove lettere che quest'ultima ha inviato al proprio terapeuta ("il Guaritore"). Il motivo centrale è la spaccatura tra il desiderio illimitato, L'Amour de l'Impossible (da una citazione da Oscar Wilde) e la difficile mediazione con la realtà, il venire a patti con la vita, un conflitto drammatico ricco di pathos e pieno di ritmo, reso in linguaggio scavato, sofferto ed essenziale. Al fondo della scrittura emergono i modelli fondamentali a cui si rifà l'autrice, la forza del mito derivante dal pensiero di James Hillman e il tema nietzscheano della malattia come sintomo della "grande salute", l'esperienza della sofferenza come forza plasmatrice di vita. Come scrive Eugenio Borgna nella prefazione dell'opera, "con una straordinaria incandescenza tematica - con una grande originalità", Vincentini riflette in particolare sulla "dimensione segreta e insondabile della vita: invisibile ad ogni ragione".

### Diario di bordoeLe ore e i giorni
Isabella Vincentini è anche autrice di due libri di poesie: Diario di bordo (1998) e Le ore e i giorni (2008). In Diario di bordo, gli studi della Vincentini sul tema del viaggio marino, si riaffacciano in maniera coeva e speculare in una scrittura diaristica lirica, franta e lapidaria. I richiami all'acqua, i mari, le rive, gli ormeggi, la rotta e le vele, che mostrano suggestioni orfiche e campaniane, formano un'agenda a frammenti esistenziale e intellettuale. Come se fosse allo stesso tempo il diario del "retore felice" di una poesia come Concordanze, che insegue il canto-acqua, il quale si palesa come assenza, e i naufragi personali delle sconfitte e dei dubbi d'amore.
Il poeta Milo De Angelis rileva, in riferimento a Le ore e i giorni, che “ogni vicenda quotidiana ha un nome greco e un giudizio greco. E questo costituisce il tono veramente unico, di questo libro. Un tono che intreccia sempre il suo diario personale all'origine mitica o al suo allucinato ritorno tra le ore e i giorni di oggi". Nella Presentazione di Giuseppe Conte sottolinea che si tratta di "una scelta interamente fuori tempo e fuori gioco. In continuazione appaiono ulivi, isole, vele, scudi, vesti di lino, oracoli, antiche koraie antiche battaglie. Battaglie che un tempo fondarono una civiltà e che ora fondano una qualunque storia d'amore per le strade di una città contemporanea. Perché questa storia è lo specchio di una storia eterna". "Non è un caso che le due prime sezioni di questo libro arduo, pensato come un diamante o un prisma di luci secche e impervie, si intitolino Invocazioni e Invocativi. Isabella Vincentini nella sua poesia, coniuga la tempra della studiosa con il furore dell'innamorata, e studio e amore convergono verso lo stesso oggetto, la Grecia".

## Opere

### Saggi
- La pratica del desiderio. I giovani poeti degli anni '80, Salvatore Sciascia Editore, Caltanissetta, 1986.
- Colloqui sulla poesia. Le ultime tendenze, Edizioni RAI, Torino, 1991.
- Varianti da un naufragio. Il viaggio marino dai simbolisti ai post-ermetici, Mursia, Milano, 1994.
- Diario di bordo, I Quaderni del Battello Ebbro, Porretta Terme, 1998.
- Atene. Tra i muscoli dei Ciclopi, Unicopli Edizioni, Milano, 2002.
- Le ore e i giorni, La Vita Felice, Milano, 2008.
- Colloqui sulla poesia (a cura di), La Vita Felice, Milano, 2008.
- Lettere a un guaritore non ferito, La Vita Felice, Milano, 2009.
- Il codice dell'alleanza, La Vita Felice, Milano, 2018.

### Articoli su riviste
- "I poeti degli anni Ottanta", in Alfabeta n.101, nuova serie, Ottobre 1987: 24-25.
- "Dentro il Paesaggio" in Galleria, anno XXXIX, n. 3, Settembre-Dicembre 1989: 290-312.
- "Grande Stile", in Mario Perniola (a cura di), L'aria si fa tesa. Per una filosofia del sentire presente, Costa e Nolan, Genova, 1994: 72-80.
- "La vita estrema dei poeti", in Agalma n.1, giugno 2000: 121-130.
- "Intervista a Milo De Angelis", in Agalma n.3, giugno 2002: 88-94.
- "La vergogna, la dignità e il disonore", in Agalma n.11, marzo 2006: 24-34.
- "Transiti di scrittura", in Shifting Borders Negotiating Places. Cultural Studies and the mutation of value(s), Bordighera Press, Florida Atlantic University, 2006: 87-95.
- "La libertà radicale della letteratura", in Agalma n.15, marzo 2008: 32-42.
- "Elitis: un piccolo Pausania dei sensi", in Foroellenico anno VIII – n.1: 27 - 30.
- "Verso Susa. La natura politica del Bello", in Chi ha paura della Bellezza? (a cura di) Tomaso Kemeny, Arcipelago Edizioni, Milano, 2010: 31-40.